# Euerdorf
Euerdorf – gmina targowa w Niemczech, w kraju związkowym Bawaria, w rejencji Dolna Frankonia, w regionie Main-Rhön, w powiecie Bad Kissingen, siedziba wspólnoty administracyjnej Euerdorf. Leży około 8 km na południowy zachód od Bad Kissingen, nad rzeką Soława Frankońska, przy drodze B287 i linii kolejowej Bad Kissingen – Gemünden am Main.

## Dzielnice
W skład gminy wchodzą dwie dzielnice: Euerdorf, Wirmsthal.

## Demografia
| Rok  | Liczba mieszk. |
| ---- | -------------- |
| 1970 | 1.543          |
| 1987 | 1.553          |
| 2000 | 1.724          |
| 2005 | 1.617          |

## Polityka
Wójtem jest Reinhard Hallhuber, jego poprzednikiem do 2002 był Herbert Huppmann. Rada gminy składa się z 13 członków:
|      | CSU | Wolni Wyborcy | Blok Obywatelski | Razem     |
| 2002 | 6   | 4             | 3                | 13 miejsc |

## Oświata
(na 1999)

W gminie znajduje się 75 miejsc przedszkolnych (z 67 dziećmi) oraz szkoła podstawowa (23 nauczycieli, 734 uczniów).